# Leptacis kierkegaardi
Leptacis kierkegaardi är en stekelart som beskrevs av Peter Neerup Buhl 1997. Leptacis kierkegaardi ingår i släktet Leptacis och familjen gallmyggesteklar. Inga underarter finns listade i Catalogue of Life.